# Badman (EP)
Albums de B.A.P
One Shot
(2013) First Sensibility
(2014)
Singles
1. Coffee Shop
Sortie : 28 juin 2013
2. Hurricane
Sortie : 17 juillet 2013
3. Badman
Sortie : 6 août 2013

Badman est le troisième mini-album du boys band sud-coréen B.A.P. Il est sorti le 6 août 2013 sous TS Entertainment et distribué par LOEN Entertainment. Il s'est placé à la première position du Billboard World album Charts.

## Liste des pistes
| 1.    | Whut's Poppin' | Marco, Bang Yong-guk                   | 1:50 |
| 2.    | Badman         | Kang Ji-won, Kim Ki-bum                | 3:47 |
| 3.    | Excuse Me      | Park Soo-seok, Sleepy                  | 3:35 |
| 4.    | Coffee Shop    | Kang Ji-won, Kim Ki-bum, Bang Yong-guk | 3:39 |
| 5.    | Bow Wow        | Park Soo-seok, iNoo, Bang Yong-guk     | 3:37 |
| 6.    | Hurricane      | Jun Da-woon, Marco, Bang Yong-guk      | 3:32 |
| 20:08 |                |                                        |      |